# Ernst Schmidt (Politiker, 1889)
Ernst Schmidt (* 16. Dezember 1889 in Wurzbach, Thüringen; † 3. Mai 1985 in Garching an der Alz) war ein deutscher Maler, Kommunalpolitiker und persönlicher Freund Adolf Hitlers. Er amtierte von 1941 bis 1945 als Bürgermeister von Garching.

## Leben und Tätigkeit

### Früher Werdegang und Erster Weltkrieg
Schmidt war Sohn einer kinderreichen Müllerfamilie. Nach dem Besuch der Volksschule (1896–1904) erlernte er das Malerhandwerk. Die Gesellenprüfung legte er 1907 ab. Die folgenden Jahre verbrachte er als Malergehilfe in verschiedenen Gegenden Deutschlands, der Schweiz (1913), Frankreich und vom Frühjahr bis Sommer 1914 in Bozen.
Von 1914 bis 1918 nahm Schmidt als Angehöriger der Bayerischen Armee am Ersten Weltkrieg teil: Am 6. August 1914 trat er in die Bayerische Armee ein, in der er am 7. September dem Königlich Bayerischen 16. Reserve-Infanterie-Regiment zugewiesen wurde. Spätestens hier, wenn nicht bereits zuvor, lernte Schmidt den späteren deutschen Diktator Adolf Hitler kennen, der sich zur selben Zeit wie er als Kriegsfreiwilliger bei der bayerischen Armee gemeldet hatte. Beide wurden im Oktober 1914 mit dem List-Regiment an die Westfront verlegt, wo sie ab November 1914 als Meldegänger beim Regimentsstab (Gefechtsordonnanzen) des List-Regiments verwendet wurden. Im Rahmen ihres Einsatzes als Meldegänger, den beide bis zum Kriegsende ausübten, lebten und arbeiteten Schmidt und Hitler während der folgenden vier Kriegsjahre eng zusammen. Schmidt gab später an, dass er und Hitler „immer zusammen“ gewesen seien und dasselbe Quartier geteilt hätten. Er diskutierte mit Hitler in dieser Zeit viel über bildende Kunst und Architektur.
Bei einem Treffer auf ihren Unterstand am 5. Oktober 1916 wurden Hitler und Schmidt verwundet. Hitler kam ins Lazarett nach Beelitz, Schmidt nach Brandenburg.

### Weimarer Republik
Bei Kriegsende kam Schmidt nach München, wo er Ende November 1918 wieder auf Hitler, der zuvor einige Wochen im Lazarett in Pasewalk verbracht hatte, traf. Knapp ein Jahr lang bildeten beide anschließend noch eine Art Lebensgemeinschaft, wobei Schmidt, der am 12. April 1919 formal aus der Armee ausschied, Arbeit als Maler suchte, während Hitler sich als V-Mann für die bayerische Armee betätigte. Mit Hitlers Eintritt in die Politik im Herbst 1919 setzte bedingt durch die Verlagerung von Hitlers Lebensmittelpunkt in die Sphäre der Politik, eine sukzessive Lockerung des Verhältnisses beider Männer ein, obschon die Freundschaft zwischen beiden bis zu Hitlers Lebensende bestehen blieb.
Am 1. März 1920, kurz nachdem Hitler sich bestimmenden Einfluss in dieser Partei gesichert hatte, trat Schmidt als Mitglied in die Deutsche Arbeiterpartei (DAP) ein (Mitgliedsnummer 858), die bald danach in NSDAP umbenannt wurde.
Im Sommer 1922 zog Schmidt nach Garching an der Alz. Mit dieser räumlichen Distanzierung kam das beständige enge Verhältnis zwischen ihm und Hitler, nicht aber ihre wechselseitige freundschaftliche Zuneigung, an ein Ende. Der Kontakt zwischen beiden riss niemals ab: Schmidt besuchte Hitler immer wieder, u. a. im Mai 1924 auf der Festung Landsberg, wo dieser nach dem gescheiterten Putsch vom November 1923 einsaß.
Politisch blieb Schmidt trotz der Lockerung ihres Verhältnisses ein enger Gefolgsmann des alten Freundes: Ihm zuliebe trat er aus der sozialdemokratischen Gewerkschaft aus und gründete stattdessen im Frühjahr 1924 eine Ortsgruppe des Völkischen Blocks, einer Ersatzorganisation der nach dem gescheiterten Hitler-Putsch von 1923 verbotenen NSDAP, die 1925 in der neugegründeten NSDAP aufging.
Zum 1. Mai 1925 trat Schmidt formal in die neugegründete NSDAP ein. Hitler bedankte sich hierfür mit einer Goldschnittsausgabe seines Buches Mein Kampf („meinem lieben und treuen Kriegskameraden zur Erinnerung“). In dem Buch selbst wird Schmidt namentlich erwähnt, allerdings in leicht verschleierter Form als „Schmiedt, Ernst“.
1926 wurde Schmidt Ortsgruppenleiter der NSDAP in Garching. In der SA, in die er 1931 eintrat, war er zunächst Scharführer und brachte es bis zum Sturmführer.
1928 legte Schmidt seine Meisterprüfung ab. 1931 machte er sich als Malermeister in Garching selbständig. Der Malereibetrieb ging anfangs schleppend, nach 1933 entwickelten sich die wirtschaftlichen Verhältnisse, dank der Förderung durch seinen alten Freund zu seinem Gunsten. 1934 hatte er bereits sieben Beschäftigte und konnte ein eigenes Haus bauen.
Als Hitler sich im Jahr 1932 publizistischen Angriffen wegen der Frage, ob er während des Ersten Weltkrieges das Eiserne Kreuz zurecht erhalten habe ausgesetzt sah, stand Schmidt ihm mit eidesstattlichen Erklärungen bei.

### NS-Zeit
Nach dem Machtantritt der Nationalsozialisten im Frühjahr 1933 wurde Schmidt für seine alte Freundschaft mit Hitler sowie für die Treue und Verschwiegenheit, mit der er dessen politischen Aufstieg begleitet hatte belohnt: Zum einen indem Hitler ihm zu relativen Wohlstand verhalf, zum anderen indem er ihm durch öffentliche Auszeichnungen – so war er im November 1933 Ehrengast bei den Feiern zum 10. Jahrestag des Marsches auf die Feldherrnhalle in München – und durch die Ernennung zum zweiten Bürgermeister von Garching eine Ansehenssteigerung verschaffte.
Während der Anfangsphase des Zweiten Weltkriegs wurde Schmidt in exponierter Weise in die nationalsozialistische Kriegspropaganda eingebunden, als er im Juni 1940, kurz vor dem Waffenstillstand mit Frankreich, zusammen mit Hitler und Max Amann die gemeinsamen Kriegsschauplätze des Ersten Weltkriegs besuchte, was von Kamerateams begleitet und in der Wochenschau und in Illustrierten gezeigt wurde.
1941 wurde Schmidt zum ersten Bürgermeister von Garching und 1942 zum Kreisleiter der NSDAP in diesem Gebiet ernannt. Durch den direkten Kontakt zu Hitler hatte Schmidt großen Einfluss auf alle Beamten und Ämter im Landkreis Altötting.
Trotz seiner Freundschaft zu Hitler war Ernst Schmidt kein ideologischer Nazi und hielt sich bei entsprechenden Reden zurück. Juden und NS-Gegner soll er vor Inhaftierung beschützt und Gefangene aus dem KZ Dachau wieder herausgeholt haben. Auch hörte er regelmäßig „Feindsender“, die von den Nazis verboten wurden.

### Nachkriegszeit
Am 28. Mai 1945 wurde Schmidt von der US-Armee verhaftet und eine Woche später in das Arbeits- und Internierungslager Dachau eingewiesen. Er wurde anschließend bis 1948 in Gefangenschaft gehalten und zog sich anschließend in ein unauffälliges Privatleben zurück. Nach seinem Tod am 3. Mai 1985 im verfasste die Gemeinde Garching an der Alz einen Nachruf: „Er hat die ihm übertragenen Aufgaben pflichtbewusst und mit großem Einfühlungsvermögen im besten Sinne erfüllt. Durch sein lauteres Wesen, seine charaktervolle Haltung und tolerante Einstellung hat er die Gemeinde und ihre Bürger in schweren Zeit vor viel Schaden und Unheil bewahrt.“